# La maledizione della Queen Mary
La maledizione della Queen Mary (Haunting of the Queen Mary) è un film del 2023 diretto da Gary Shore.

## Trama
Nel 1938, alla vigilia di Ognissanti, una famiglia di artisti sale a bordo della Queen Mary, un lussuoso transatlantico. Durante la traversata il viaggio diventa un incubo quando il padre David è preso da un raptus omicida e uccide tutta la sua famiglia. Il transatlantico dopo quell'avvenimento viene condannata a "nave maledetta". Anni dopo la famiglia Caulder si imbarca anch'essa sulla nave e ritornerà l'incubo.

## Distribuzione
Il film è stato distribuito nelle sale cinematografiche italiane a partire dal 19 luglio 2023.